# Dorota Kika
Dorota Kika (z domu Czarnota, ur. 9 lutego 1987 w Olkuszu) – polska szachistka, mistrzyni międzynarodowa od 2005 roku.

## Kariera szachowa
Jest wielokrotną medalistką mistrzostw Polski juniorek: złotą (Biała 2000 - do lat 14), dwukrotnie srebrną (Pokrzywna 2001 - do lat 14, Łeba 2005 - do lat 18) oraz trzykrotnie brązową Wisła 1999 - do lat 12, Bartkowa 2002 - do lat 18, Jarnołtówek 2003 - do lat 20). Wielokrotnie startowała również w mistrzostwach świata i Europy juniorek. Na swoim koncie posiada dwa medale mistrzostw Europy: srebrny (Chalkidiki 2001 - do lat 14) oraz brązowy (Budva 2003 - do lat 16). Oprócz tego, w 2002 r. zajęła IV miejsce w grupie do lat 16. W 2004 r. zadebiutowała w finale mistrzostw Polski seniorek, zajmując w Warszawie X miejsce. W tym samym roku osiągnęła duży sukces, dzieląc II miejsce w turnieju w Brnie. W 2005 r. reprezentowała Polskę na mistrzostwach Europy seniorek w Kiszyniowie. W 2008 po raz drugi wystąpiła w finale mistrzostw kraju, zajmując w Krakowie IX miejsce.
Najwyższy ranking w dotychczasowej karierze osiągnęła 1 kwietnia 2005 r., z wynikiem 2244 punktów zajmowała wówczas 15. miejsce wśród polskich szachistek.

## Życie prywatne
Brat Doroty Czarnoty, Paweł, jest czołowym polskim arcymistrzem, olimpijczykiem z 2006 roku.